# Antistea
Genre
Antistea est un genre d'araignées aranéomorphes de la famille des Hahniidae.

## Distribution
Les espèces de ce genre se rencontrent en zone holarctique.

## Liste des espèces
Selon World Spider Catalog (version 17.0, 12/06/2016) :
- Antistea brunnea (Emerton, 1909)
- Antistea elegans (Blackwall, 1841)

## Publication originale
- Simon, 1898 : Histoire naturelle des araignées. Paris, vol. 2, p. 193-380 (texte intégral).